# Alliage de titane

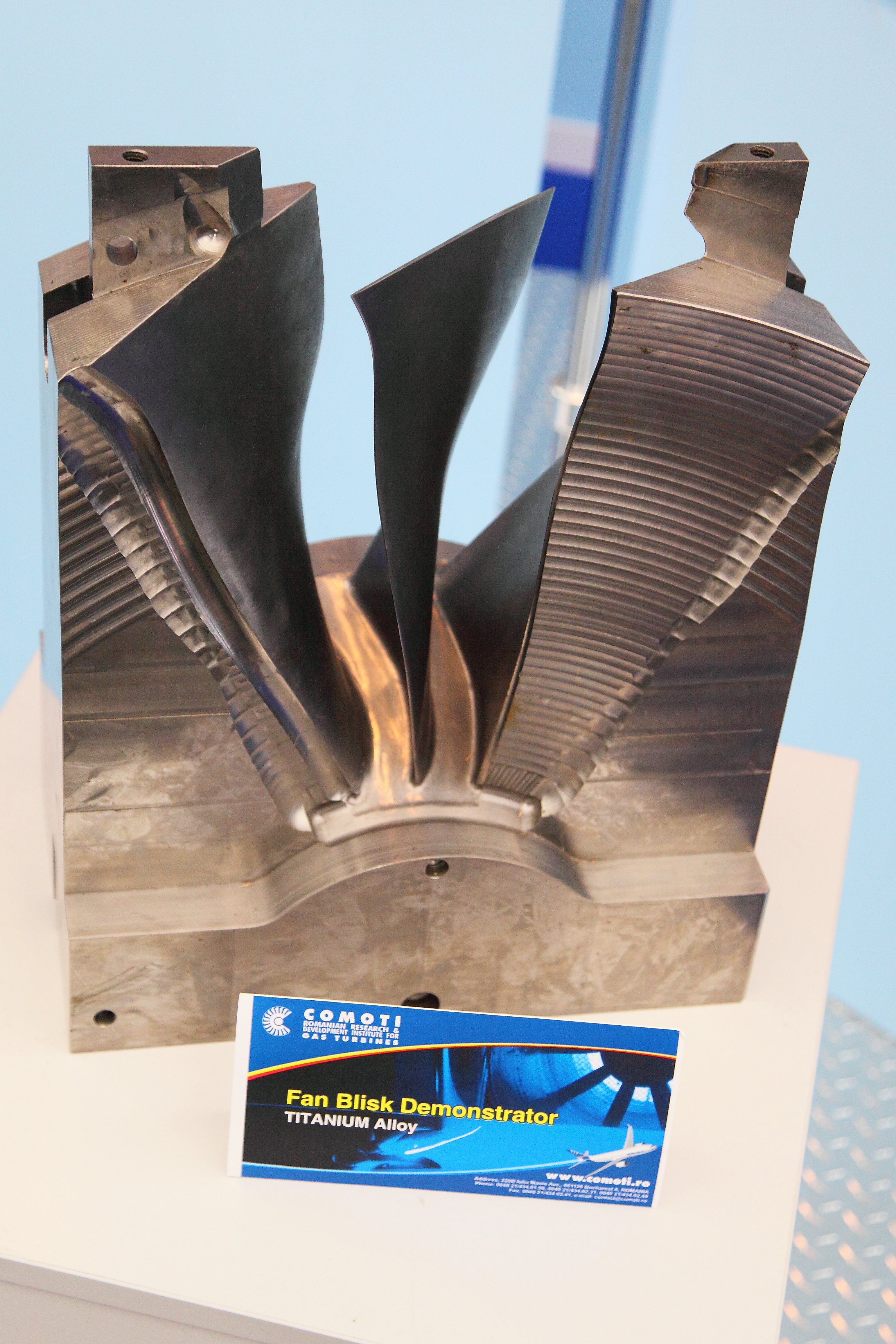
Morceau de turbine en alliage de titane.

Les alliages de titane sont des métaux faits de titane et d'autres éléments chimiques. Ils sont légers et ont une forte résistance à la corrosion et aux températures extrêmes. Cependant, le coût élevé des deux matières premières et de leur traitement limite leur production à des applications militaires, la construction d'avions, d'engins spatiaux, la fabrication de dispositifs médicaux, de cadres de vélos ou des composants tels que les bielles sur des voitures de sport et de certains composants électroniques.

## Catégories
Il existe quatre catégories d'alliages de titane :
- les alliages alpha qui contiennent des éléments d'alliage neutres comme l'étain et/ou seulement des stabilisateurs alpha comme l'aluminium ou l'oxygène. Ils ne sont pas traitables au chaud. Des exemples en sont[2] : Ti-5Al-2Sn-ELI, Ti-8Al-1Mo-1V.
- les alliages alpha-proches (en anglais, near-alpha alloys) contiennent de petites quantités de phase bêta plus ductile. En plus de stabilisateurs alpha, les alliages alpha-proches sont alliés avec 1 à 2 % de stabilisateurs de phase bêta comme le molybdène, le silicium et la vanadium. Des exemples en sont[2] : Ti-6Al-2Sn-4Zr-2Mo, Ti-5Al-5Sn-2Zr-2Mo, IMI 685, Ti 1100.
- les alliages biphasés alpha-bêta qui sont métastables, incluent généralement des combinaisons de stabilisateurs alpha et bêta, et qui sont traitables à chaud. Des exemples en sont[2] : Ti-6Al-4V, Ti-6Al-4V-ELI, Ti-6Al-6V-2Sn.
- les alliages bêta et bêta-proches qui sont métastables et contiennent suffisamment de stabilisateurs bêta pour maintenir à température normale la phase bêta quand ils sont trempés. Ils peuvent être aussi mis en solution (traitement thermique) et écrouis pour augmenter leur résistance. Des exemples en sont[2] : Ti-10V-2Fe-3Al, Ti-13V-11Cr-3Al, Ti-8Mo-8V-2Fe-3Al, Bêta C, Ti-15-3.